# Cârciu
Cârciu – wieś w Rumunii, w okręgu Gorj, w gminie Văgiulești. W 2011 roku liczyła 319 mieszkańców.